# Sven Svärd
Sven Tore Lennart Svärd, född 19 november 1939 i Karlstad, död 3 februari 2003 i Skurup, var en svensk trumslagare och grundare till orkestern Sven-Ingvars. Det var han som såg till att Sven-Ingvars 1960 fick spela in sin första skiva. Han spelade trummor i Sven-Ingvars under åren 1956–1968, därefter skötte han gruppens bokningar under några tuffa år i början av 1970-talet. Efter sitt definitiva avsked från Sven-Ingvars bildade han dansbandet Sven Svärds som dock inte blev långvarigt i branschen. Han flyttade till Skåne 1977 och försörjde sig som lastbilschaufför.